# Kolonia Wileńska
Kolonia Wileńska (lit. Pavilnys) – historyczna miejscowość podwileńska, obecnie część Wilna, w obrębie dzielnicy Nowa Wilejka (Naujoji Vilnia), na wschód od centrum miasta, pomiędzy dzielnicą Rossa a właściwą Nową Wilejką. Historyczny podział na Górną Kolonię (Aukštasis Pavilnys) zwaną także Kolonią Kolejową Górną; oraz Dolną (Žemasis Pavilnys), zwaną także Kolonią Kolejową Dolną. W Kolonii Dolnej znajduje się przystanek kolejowy na linii Wilno – Kiena. Miejscowość położona jest w regionalnym parku krajobrazowym, który tworzy dolina rzeki Wilenki. Kościół pod wezwaniem Chrystusa Króla i Dzieciątka Jezus – jedyny czynny drewniany kościół katolicki na terenie miasta Wilna. W miejscowości znajdują się szkoła podstawowa. W 1944 roku, w czasie Operacji Ostra Brama powstał tu szpital wojskowy Armii Krajowej.
W Kolonii Wileńskiej w wieku 3,5 roku zamieszkał młody Tadeusz Konwicki, a opuścił ją w roku 1945 (w wieku 19 lat).
Mieszkał tu także Ryszard Filipowicz, jeden z najmłodszych żołnierzy AK na Wileńszczyźnie, członek Kedywu. Po wojnie autor szeregu książek poświęconych Wileńszczyźnie, w tym także Kolonii Wileńskiej.
Od 1939 roku mieszkała tu Zofia Gulewicz, z domu Wernicka, występująca przed wojną w Teatrze Wielkim w Warszawie, po wojnie wieloletni choreograf i kierownik artystyczny Polskiego  Zespołu Artystycznego Pieśni i Tańca "Wilia" oraz wielu innych polskich zespołów folklorystycznych działających na Litwie.
Współczesny pisarz, Marek Ławrynowicz, kilka fragmentów swojej książki Diabeł na dzwonnicy poświęcił epizodom z międzywojennej historii miejscowości.